# Brachypsectra fulva
Brachypsectra fulva är en skalbaggsart som beskrevs av Leconte 1874. Brachypsectra fulva ingår i släktet Brachypsectra och familjen Brachypsectridae. Inga underarter finns listade i Catalogue of Life.